# Arbeiterviertel

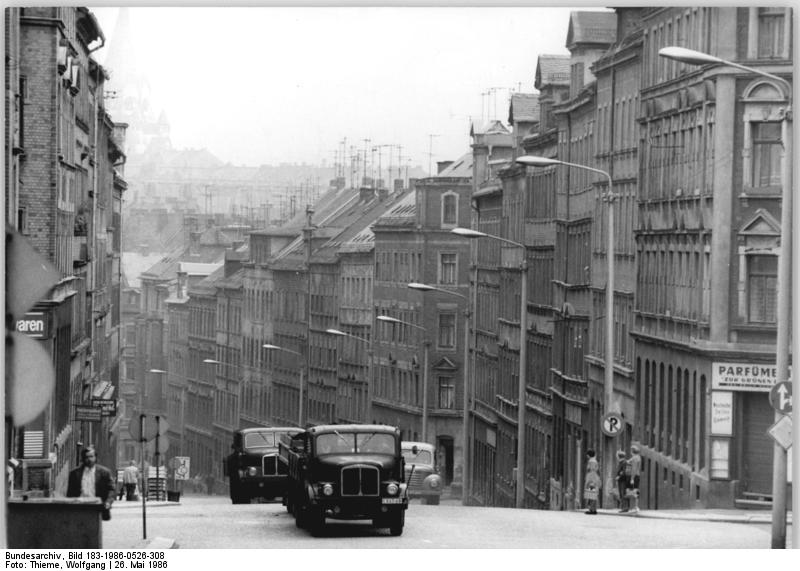
Chemnitz-Sonnenberg. Dimitroffstraße 1986
(um 1988 restauriert. Heute Zietenstraße)

Unter Arbeiterviertel versteht man ein Stadtviertel, häufig in Nähe von Fabriken oder größeren Bahnhöfen, in dem hauptsächlich Arbeiterfamilien wohnen. In Arbeitervierteln befinden sich vornehmlich Wohnungen niederen Standards, mit ökonomisch schwächer gestellten Menschen. Es handelte sich besonders in der Vergangenheit meist um arme, wenig instand gehaltene Areale. 
Durch tiefgreifende wirtschaftliche und gesellschaftliche Veränderungen der westlichen Welt gibt es hier immer weniger Arbeiterviertel im wörtlichen Sinn. Nachdem viele dieser Viertel besonders in Deutschland in neuerer Zeit durch Sanierungen baulich aufgewertet wurden, spricht man heute eher von Altbaugebieten oder zeitbezogen von Gründerzeitvierteln.
Arbeiterviertel sind nicht zu verwechseln mit Arbeitersiedlungen, die auf Initiative gemeinnütziger Gesellschaften oder von Unternehmern planmäßig und teilweise in einem Zuge auf der grünen Wiese errichtet wurden.

## Geschichte
Ab der Mitte des 19. Jahrhunderts wurde die Schaffung von Arbeiterwohnungen zur Kernfrage. In der Anfangsphase der  Industriellen Revolution  entsprachen die Wohnverhältnisse der Arbeiter nicht den hygienischen Anforderungen. Zudem konnten sich die wenigsten eine angemessene Wohnung finanzieren, wodurch man vielerorts auf engstem Raum in teilweise weit überbelegten Mietskasernen hauste, die zum Symbol der Arbeiterviertel wurden. Durch solidarische Selbsthilfe, werkseigene Arbeitersiedlungen und Wohnungsbaugenossenschaften versuchte man dieser Probleme Herr zu werden.
In der westlichen Welt erfuhren viele dieser Viertel seit den 1960er Jahren durch Deindustrialisierung, Abwanderung und demografisch bedingter Einwohnerabnahme bei gleichzeitigem Zuzug von Migranten in die frei gewordenen Wohnungen einen nahezu kompletten Bevölkerungsaustausch (Segregation). In den USA verfielen durch enorme Deindustrialisierung, insbesondere im Rostgürtel, viele Arbeiterviertel vollständig oder wurden gar von der Natur zurückerobert.

## Politik

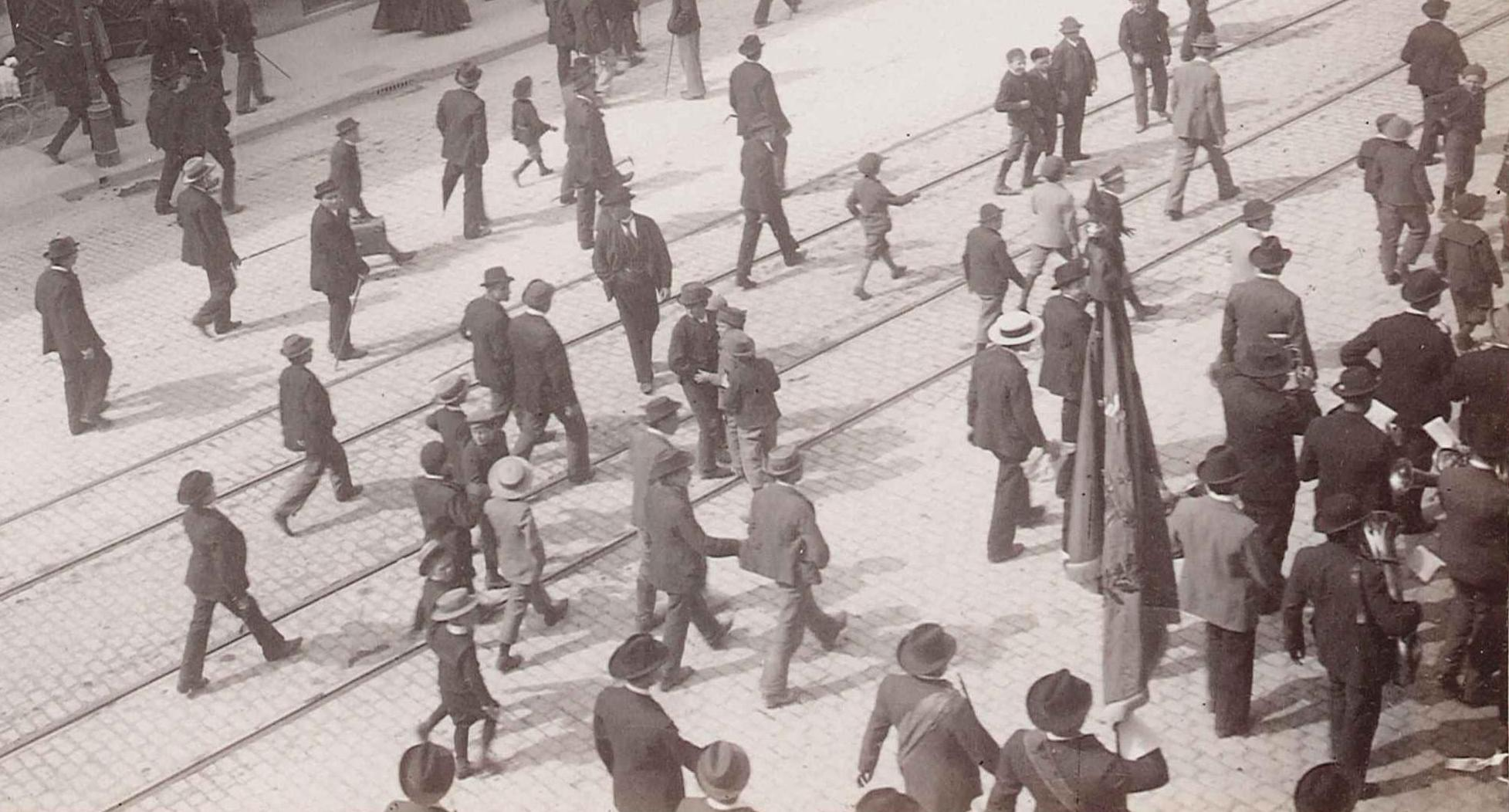
Arbeiterzug in der Neckarstraße im Arbeitergebiet Stuttgart-Ost am 1. Mai 1900. Ein Arbeiter trägt die rote Fahne

In Arbeitervierteln waren im 19. Jahrhundert häufig Keimzellen der Arbeiterbewegung. Über den Berliner Wahlkreis VI, zudem der Arbeiterbezirk Wedding gehörte, begann maßgeblich seit 1877 der Aufstieg der SPD. Der große Pariser Arbeitervorort St. Denis wurde zu einer der ersten Hochburgen der französischen Arbeiterbewegung und der Kommunistischen Partei Frankreichs (PCF), die bis heute den Bürgermeister stellt.

## Heutige Lage
Heute erleichtert der Staat durch Sozialen Wohnungsbau und die Vergabe von Wohngeld das Wohnen für einkommensschwache Familien. Diese Aufgabe wird von der jeweiligen Kommune durchgeführt.
Wohnungen sind in vielen deutschen Großstädten knapp. Die Nachfrage übersteigt in vielen Orten das Angebot. Deshalb werden die meist innenstadtnahen (einstigen) Arbeiterviertel zunehmend interessant und erfahren öfters Stadtumbau und Aufwertung. Manche dieser Viertel erleben eine weitere Aufwertung, in Folge Gentrifizierung, mit stark ansteigenden Mieten und Verdrängung der angestammten Bevölkerung.

## Beispiele für Arbeiterviertel
Bekannte, große Arbeiterviertel, bzw. Arbeitervororte, sind der Berliner Wedding oder der Pariser Vorort St. Denis. Weitere deutsche Arbeiterviertel sind beispielsweise Ostheim in Stuttgart, Oberhausen in Augsburg, die Südstadt und Gibitzenhof in  Nürnberg oder abseits der Metropolen das Bergl in Schweinfurt oder die Zellerau in Würzburg.

Arbeiterviertel
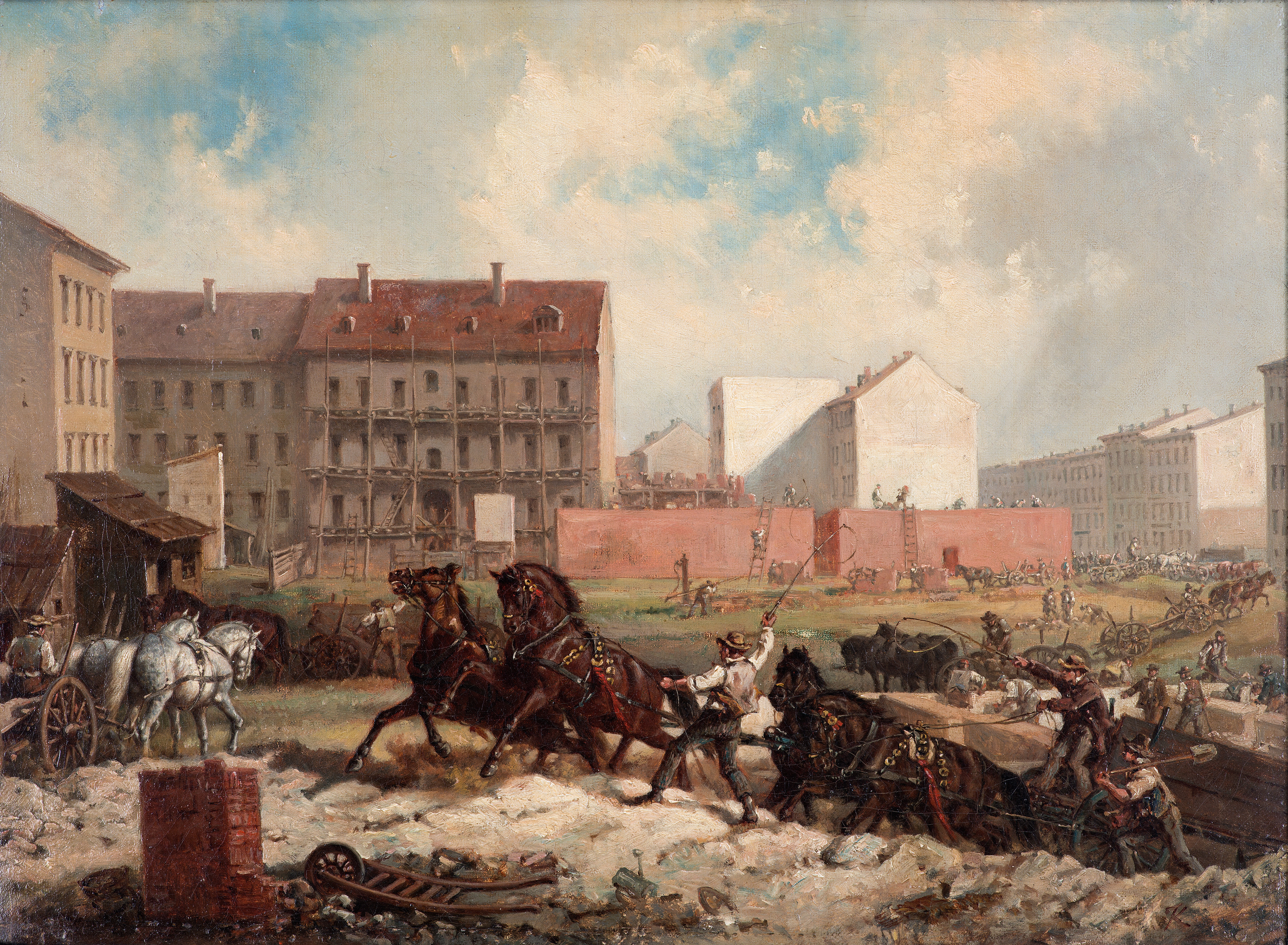
Berlin. Bau von Mietskasernen. Friedrich Kaiser: Tempo der Gründerjahre um 1875
Plan von Berlin-Wedding, Bereich Ackerstraße, links Meyers Hof 1910
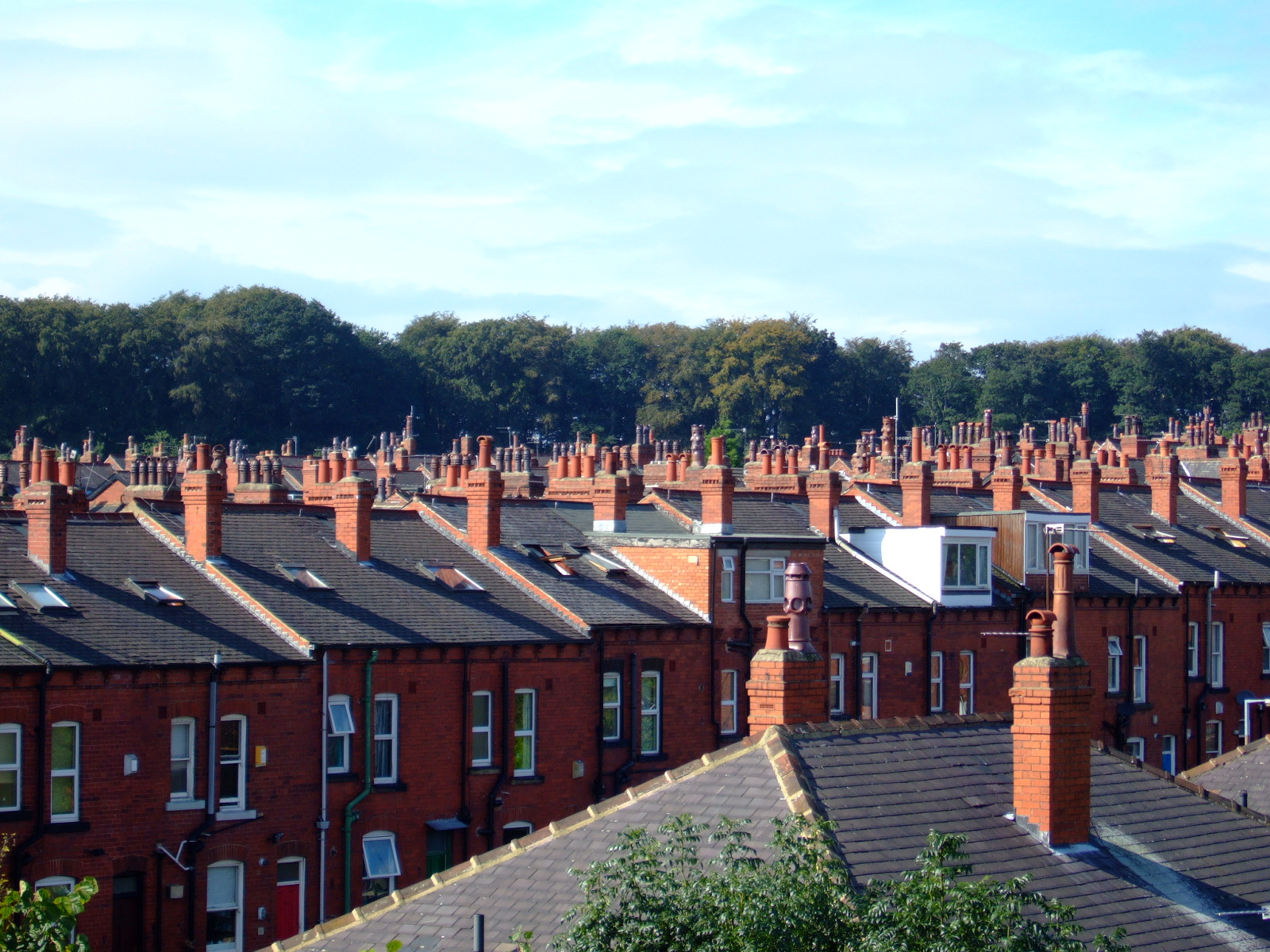
Arbeiterviertel in Headingley bei Leeds 2006
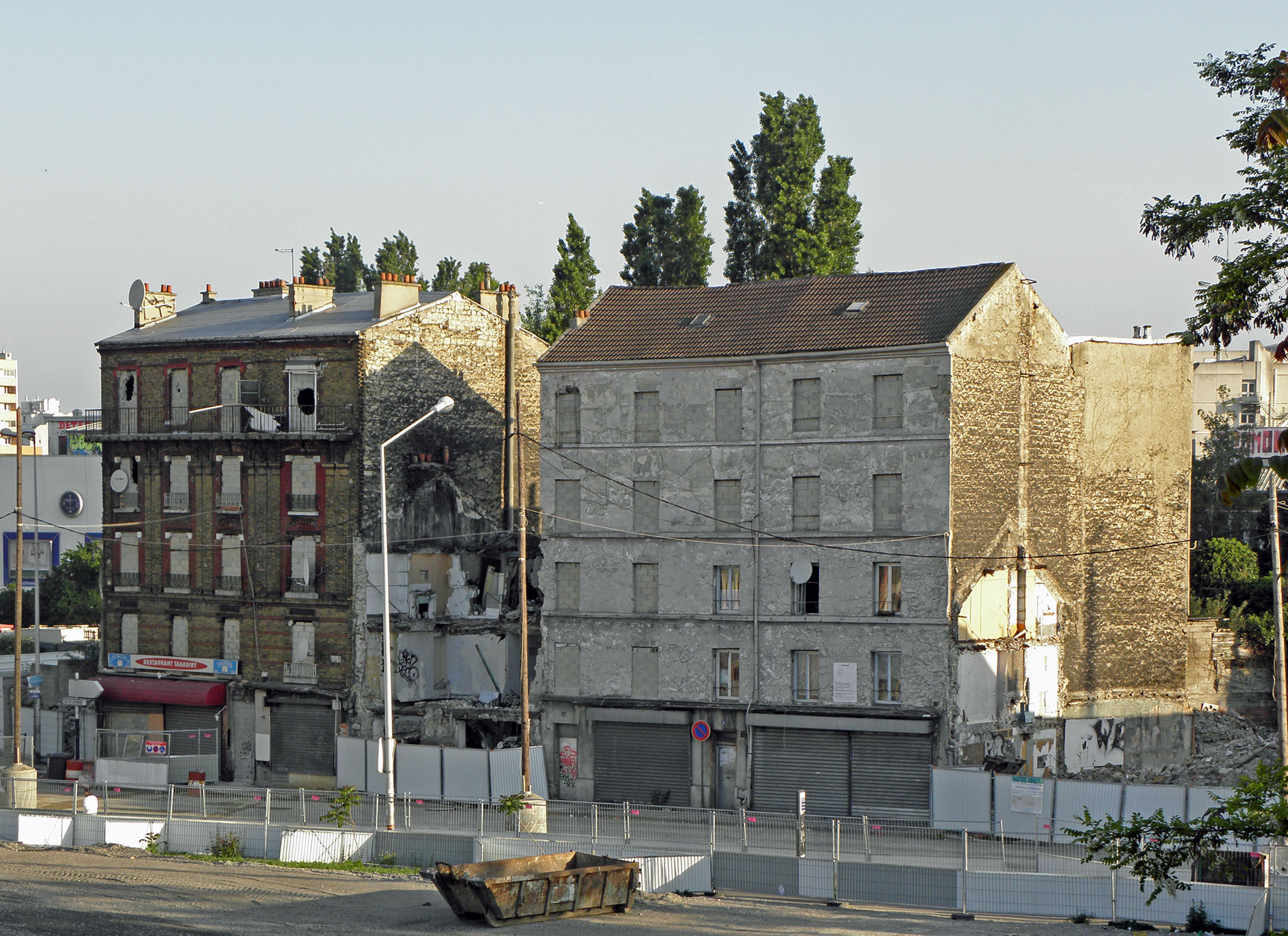
St. Denis, Quartier Gare Confluence 2010